# Adrian Aciobăniței
Robert Adrian Aciobăniței (* 24. August 1997 in Fălticeni) ist ein rumänischer Volleyballnationalspieler.

## Karriere
Aciobăniței begleitete seinen Vater Cezar zum Training in Fălticeni und entdeckte dort sein Interesse am Volleyball. 2012 spielte er im Alter von vierzehn Jahren bei CVM Tomis Constanța erstmals in der ersten Liga. Mit dem Verein spielte der Außenangreifer auch in der Volleyball Champions League. Als 17-Jähriger gab er sein Debüt in der rumänischen Nationalmannschaft. 2015 wurde Aciobăniței vom deutschen Bundesligisten VfB Friedrichshafen verpflichtet. Mit Friedrichshafen erreichte er in der Bundesliga-Saison 2015/16 das Playoff-Finale, das seine Mannschaft gegen die Berlin Recycling Volleys verlor. Anschließend wechselte er zum Ligakonkurrenten United Volleys Rhein-Main. Im Jahr 2018 kehrte Aciobăniței zum VfB Friedrichshafen zurück. Mit Friedrichshafen wurde er DVV-Pokalsieger und deutscher Vizemeister. Anschließend wechselte er zum französischen Verein AS Cannes Volley-Ball.